# III Festival Internacional de la Canción de Viña del Mar
El III Festival Internacional de la Canción de Viña del Mar, o simplemente Festival de Viña del Mar 1962, se realizó del 17 al 25 de febrero de 1962, durante 9 jornadas en el anfiteatro de la Quinta Vergara, en Viña del Mar, Chile. Fue animado por Ricardo García, Raúl Matas y Carlos de la Sotta.

## Artistas invitados
- Antonio Prieto[1]
- Carlos Helo (humor)
- El Chúcaro
- Los Hermanos Silva
- Los Ramblers (con el vocalista Germán Casas)
- Telma y Williams (ilusionistas)
- Jimmy Lane (cantante de la Nueva Ola)

## Relevancia histórica
- El festival pasa de ser semimprovisado a un gran evento artístico del verano.
- Alrededor de 1000 canciones son enviadas a la fase de preselección, sólo veinte de ellas pasan a las competencias popular y folclóricas respectivamente.
- El recinto tiene capacidad máxima de cinco mil espectadores.
- Los precios de las entradas fueron E° 0,50 para adultos y E° 0,20 para los niños.
- La Ilustre Municipalidad de Viña del Mar ha organizado en la Quinta Vergara  la "Feria del Artista", en cuyo marco se realizan exposiciones de artistas plásticos, espectáculos de música clásica, funciones de títeres y de variedades.
- El domingo 25 de febrero existen 2 funciones programadas, a las 19:00 y a las 22:00 horas, en esta última se dieron a los ganadores de cada género del festival.
- Siendo que su capacidad máxima es de 5 mil espectadores, en la última jornada 10 mil espectadores repletaron el teatro al aire libre, por lo que se producen aglomeraciones y forcejeos que dejan como saldo más de algún herido.
- El jurado estuvo presidido por el doctor Luis Sigall.
- José Goles ganó por segunda vez la competencia, la primera vez que ganó fue en 1960 con el tema Viña.
- El festival fue todo un éxito para el municipio de Viña del Mar, dejando como utilidad 10 000 escudos de la época para el municipio.
- Este festival adquiere autonomía propia de los otros eventos de la Ciudad Jardín.
- En esta edición fue la última sin tener transmisiones de ninguna índole.
- María Pilar Larraín, quién fuera la ganadora del género popular más tarde se dedicaría a ser locutora radial y relatora de la extinta revista chilena Ritmo.[2]
- A cuatro meses del mundial de fútbol en Chile la ciudad de Viña del Mar fue una de las cuatro sedes para la realización de aquel mundial, por lo que el municipio estaba colapsado con grandes eventos de fama mundial, por lo que se preparó el Reloj de Flores, más tarde ícono de la ciudad.[3]
- The Ramblers tocan en forma masiva El Rock del Mundial, que se convierte posteriormente en el tema más vendido de la historia musical chilena y un segundo himno nacional. (The Ramblers).

## Competencias
Internacional
- 1.° lugar: «Dime por qué» de María Pilar Larraín, interpretada por Los Cuatro Duendes.

Folclórica
- 1.° lugar: «El loro aguafiestas» de los autores Manuel Lira y José Goles, interpretada por Silvia Infantas y Los Cóndores.

Premios
- El primer lugar de cada categoría obtiene E° 700 y la Lira de Oro.
- El segundo lugar de cada categoría obtiene E° 500.
- El tercer lugar de ambas categorías obtiene E° 200.